# Balón de Oro 1995

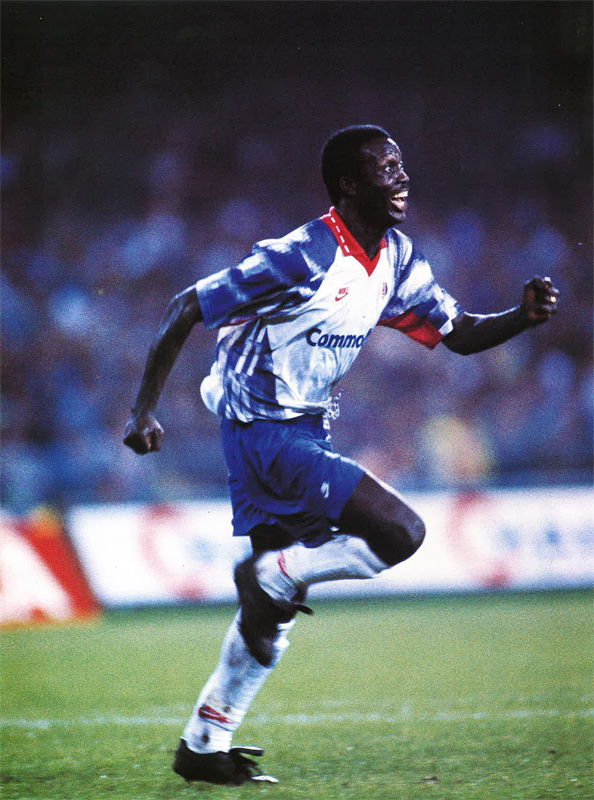
George Weah, ganador del Balón de Oro en 1995

La edición de 1995 del Balón de Oro, 40.ª edición del premio de fútbol creado por la revista francesa France Football, fue ganada por el liberiano George Weah (París Saint-Germain / Milán).
El jurado estuvo compuesto por 49 periodistas especializados, de cada una de las siguientes asociaciones miembros de la UEFA: Albania, Alemania, Armenia, Austria, Bélgica, Bielorrusia, Bosnia-Herzegovina, Bulgaria, Chipre, Croacia, Dinamarca, Escocia, Eslovaquia, Eslovenia, España, Estonia, Finlandia, Francia, Gales, Georgia, Grecia, Hungría, Inglaterra, Irlanda, Irlanda del Norte, Islandia, Islas Feroe, Israel, Italia, Letonia, Liechtenstein, Lituania, Luxemburgo, Macedonia, Malta, Moldavia, Noruega, Países Bajos, Polonia, Portugal, República Checa, Rumanía, Rusia, San Marino, Suecia, Suiza, Turquía, Ucrania y Yugoslavia.
El resultado de la votación fue publicado en el número 2594 de France Football, el 26 de diciembre de 1995.

## Sistema de votación
Cada uno de los miembros del jurado elige a los que a su juicio son los cinco mejores futbolistas del mundo que jueguen en una liga europea de una lista previa de 50 jugadores. El jugador elegido en primer lugar recibe cinco puntos, el elegido en segundo lugar cuatro puntos y así sucesivamente.
De esta forma, se repartieron 735 puntos, siendo 245 el máximo número de puntos que podía obtener cada jugador (en caso de que los 49 miembros del jurado le asignaran cinco puntos).

## Clasificación final
| Puesto | Jugador              | Equipo                            | Votos | Votos | Votos | Votos | Votos | Votos | Puntos |
| Puesto | Jugador              | Equipo                            | 1.º   | 2.º   | 3.º   | 4.º   | 5.º   | Total | Puntos |
| ------ | -------------------- | --------------------------------- | ----- | ----- | ----- | ----- | ----- | ----- | ------ |
| 1.º    | / George Weah        | París Saint-Germain / Milan       | 20    | 6     | 3     | 4     | 3     | 36    | 144    |
| 2.º    | Jürgen Klinsmann     | Tottenham Hotspur / Bayern Múnich | 11    | 10    | 2     | 2     | 3     | 28    | 108    |
| 3.º    | Jari Litmanen        | Ajax                              | 6     | 1     | 5     | 7     | 4     | 23    | 67     |
| 4.º    | Alessandro Del Piero | Juventus                          | 2     | 6     | 4     | 4     | 3     | 19    | 57     |
| 5.º    | / Patrick Kluivert   | Ajax                              | 3     | 3     | 5     | 2     | 1     | 14    | 47     |
| 6.º    | Gianfranco Zola      | Parma                             | 1     | 4     | 5     | 2     | 1     | 13    | 41     |
| 7.º    | Paolo Maldini        | Milan                             | 1     | 3     | 4     | 3     | 1     | 12    | 36     |
| 8.º    | Marc Overmars        | Ajax                              | 1     | 4     | 2     | 3     |       | 10    | 33     |
| 9.º    | Matthias Sammer      | Borussia Dortmund                 |       | 2     | 2     | 1     | 2     | 7     | 18     |
| 10.º   | Michael Laudrup      | Real Madrid                       | 1     |       | 3     |       | 3     | 7     | 17     |
| 11.º   | / Marcel Desailly    | Milan                             | 1     |       | 2     | 2     | 1     | 6     | 16     |
| 12.º   | / Frank Rijkaard     | Ajax                              | 1     | 1     | 1     | 1     | 1     | 5     | 15     |
|        | Fabrizio Ravanelli   | Juventus                          |       |       | 1     | 4     | 4     | 9     | 15     |
| 14.º   | Paulo Sousa          | Juventus                          |       | 2     |       | 2     | 2     | 6     | 14     |
|        | Hristo Stoichkov     | Barcelona / Parma                 |       | 1     | 1     | 2     | 3     | 7     | 14     |
| 16.º   | Dejan Savićević      | Milan                             |       | 1     | 2     |       | 2     | 5     | 12     |
| 17.º   | Davor Šuker          | Sevilla                           |       | 2     |       |       | 2     | 4     | 10     |
| 18.º   | Fernando Hierro      | Real Madrid                       |       | 1     | 1     |       | 2     | 4     | 9      |
| 19.º   | Gianluca Vialli      | Juventus                          |       |       |       | 4     |       | 4     | 8      |
| 20.º   | Gabriel Batistuta    | Fiorentina                        |       |       | 1     | 1     | 2     | 4     | 7      |
| 21.º   | Franco Baresi        | Milan                             | 1     |       |       |       | 1     | 2     | 6      |
|        | Finidi George        | Ajax                              |       |       | 2     |       |       | 2     | 6      |
| 23.º   | Roberto Baggio       | Juventus / Milan                  |       | 1     |       |       | 1     | 2     | 5      |
|        | Anthony Yeboah       | Eintracht Frankfurt / Leeds       |       | 1     |       |       | 1     | 2     | 5      |
|        | Zvonimir Boban       | Milan                             |       |       | 1     | 1     |       | 2     | 5      |
| 26.º   | Ronaldo              | PSV Eindhoven                     |       |       |       | 2     |       | 2     | 4      |
| 27.º   | Juan Esnáider        | Zaragoza / Real Madrid            |       |       | 1     |       |       | 1     | 3      |
|        | Iván Zamorano        | Real Madrid                       |       |       | 1     |       |       | 1     | 3      |
|        | Andreas Möller       | Borussia Dortmund                 |       |       |       | 1     | 1     | 2     | 3      |
| 30.º   | Vítor Baía           | Porto                             |       |       |       | 1     |       | 1     | 2      |
|        | Bebeto               | Deportivo de La Coruña            |       |       |       |       | 2     | 2     | 2      |
| 32.º   | Luís Figo            | Sporting Lisboa / Barcelona       |       |       |       |       | 1     | 1     | 1      |
|        | Alan Shearer         | Blackburn Rovers                  |       |       |       |       | 1     | 1     | 1      |
|        | Ian Wright           | Arsenal                           |       |       |       |       | 1     | 1     | 1      |

Los dieciséis jugadores que no recibieron ningún punto fueron los siguientes:
| Jugador              | Equipo                   |
| -------------------- | ------------------------ |
| Daniel Amokachi      | Everton                  |
| Dino Baggio          | Parma                    |
| Abel Balbo           | Roma                     |
| Mario Basler         | Werder Bremen            |
| Júlio César da Silva | Borussia Dortmund        |
| Didier Deschamps     | Juventus                 |
| Donato               | Deportivo de La Coruña   |
| Stefan Effenberg     | Borussia Mönchengladbach |
| Vincent Guérin       | París Saint-Germain      |
| Christian Karembeu   | Nantes / Sampdoria       |
| Bernard Lama         | París Saint-Germain      |
| Japhet N'Doram       | Nantes                   |
| Jay-Jay Okocha       | Eintracht Frankfurt      |
| Fernando Redondo     | Real Madrid              |
| Peter Schmeichel     | Manchester United        |
| / Clarence Seedorf   | Ajax                     |

## Curiosidades
- Por primera vez optan al Balón de Oro jugadores de cualquier país del mundo, siempre y cuando jueguen en una liga europea.